# Stikstofgebrek
Stikstofgebrek in planten treedt op als de plant niet voldoende gebonden stikstof, met name nitraat, kan opnemen uit de bodem. Stikstof heeft de plant nodig voor de aanmaak van aminozuren, waarmee de plant vervolgens zijn eiwitten maakt. De oorzaak kan zijn dat er te weinig gebonden stikstof in de grond voorkomt, of dat door koude of zuurstofgebrek in de grond, onder bijvoorbeeld natte omstandigheden, de plant de stikstofverbindingen niet kan opnemen. Op ondergeploegd stro of strorijke stalmest kunnen de bacteriën die hierop groeien zoveel stikstof voor hun eigen eiwitsynthese opnemen, dat er voor de plant onvoldoende overblijft.
Doordat stikstof gemakkelijk door regen uitspoelt, treedt op doorlaatbare gronden, zoals zandgronden eerder stikstofgebrek op dan op kleigronden.
Meestal kleuren bij stikstofgebrek de bladeren van de plant lichtgroen tot lichtgeel. Bij kool echter treedt paarsverkleuring op. Daarnaast treedt minder groei op. Aan de oudste bladeren is stikstofgebrek het eerste te zien, omdat de plant de stikstof aan deze bladeren onttrekt en het naar de jonge bladeren en groeipunten transporteert.
Stikstofgebrek remt de vorming van bladgroen terwijl het aanwezige bladgroen in de oudste bladeren wordt afgebroken. Daarnaast wordt de vorming van eiwitten vertraagd.
Stikstofgebrek kan tegengegaan worden door het telen van een stikstofbindende groenbemester, of bijvoorbeeld door bemesting met een snelwerkende nitraathoudende kunstmest, zoals chilisalpeter of kalksalpeter. Bekende biologische middelen zijn brandnetelgier, gedroogde koffiedik en verdunde urine. Planten reageren zeer snel op dergelijke stikstofbemesting. Het nadeel van snelwerkende stikstofbemesting is het afnemen van de plant-beschermende samenwerking tussen de plant en het niet-ziekteverwekkende deel van het bodemleven. 

## Fotogalerij
|  |  |